# National Challenge Cup de 1976
A National Challenge Cup de 1976 foi a 63ª temporada da competição futebolística mais antiga dos Estados Unidos. Maccabi Los Angeles entra na competição defendendo o título.
O campeão da competição foi o San Francisco Italian Athletic Club, conquistando seu primeiro título, e o vice campeão foi o New York Inter-Giuliana.

## Participantes
| Entram na Primeira Fase |
| - Arden Athletic Club - Croatian Rebels - Detroit Croatians - Elizabeth SC - New York Inter-Giuliana - San Francisco Italian Athletic Club |

## Premiação
| National Challenge Cup de 1976 |
| ------------------------------ |
| SFIAC Campeão (1º título)      |